# 鈴木孝政
鈴木 孝政（すずき たかまさ、1954年7月3日 - ）は、千葉県出身の元プロ野球選手（投手）。

## 経歴

### プロ入り前
蓮沼小学校、蓮沼中学校から成東高校へ進学、中学時代はサイドスローだったが高校ではオーバースローに変更。鵜沢達雄の後継として、速球を武器に1年秋からエースの座に着く。
1971年には夏の甲子園県予選を勝ち抜き、東関東大会準決勝に進む。しかし練習時に負傷し、先発を控えの及川投手に譲りリリーフに回るが、竜ヶ崎一高に1-2で惜敗した。
1972年の春季関東大会では準決勝で日大三高の待井昇に投げ勝つ。しかし決勝では登板せず、後にプロで同僚となる田野倉利男のいた早実高に敗退し準優勝にとどまる。同年夏は県予選準決勝で銚子商の根本隆と投げ合い0-1で完封負け、甲子園には出場できなかった。高校同期に青木康彰中堅手（専大 - 電電東京）がいる。

### プロ入り後
1972年のプロ野球ドラフト会議で中日ドラゴンズに1位指名されて入団。中日はこの年のドラフトで球団と親会社は仲根正広の指名を希望していたが、このドラフト会議に監督の与那嶺要の代理で出席したヘッド兼投手コーチの近藤貞雄がミーティングでのスカウト報告を聞いたときに引っかかるものを感じ、鈴木に対するとにかくボールが速いの評価に近藤はこれほど魅力的な要素はないと判断し、中日の指名順番が回ってきたときに仲根が残っているにもかかわらず鈴木を1位指名した。また、仲根とは本人が近鉄から移籍してきた1988年にチームメイトになった。
また鈴木自身も在京球団からの指名がなければ明治大学への進学が内定（島岡吉郎からとくに気に入られたという）していたが、全体2番目で中日にドラフト1位指名された。本人は在京球団でなかったことからプロ入りせずに明治大学に進学する心づもりだったが、近藤やスカウトなど中日のスタッフが自宅に挨拶にやってきて、父親が中日入りを承諾してしまった。これを受け、明治大学は辞退し、中日に入団することとなった。本人によると、この一件で島岡から星野仙一（当時中日のエースで明大OB）に連絡が入り、それを受けて星野がルーキーの鈴木をキャンプでの練習パートナーに指名したりするなどし、色々気を遣ってくれたためにプロの水にすんなり馴れることができたのではないかと述懐している。
150km台の伸びのある快速球を武器に、ロングリリーフもこなす救援投手として活躍。
1974年には35試合に登板し、リーグ優勝に貢献。同年のロッテ・オリオンズとの日本シリーズでは3試合に登板。第2戦で先発するが3回に失策で崩れ1点を失い降板。しかし第3戦では松本幸行を7回途中からリリーフし、自身のシリーズ初セーブを記録した。第5戦でも先発し木樽正明と投げ合うが2点を失い惜敗、日本一はならなかった。ドラフトで指名した近藤は「孝政はドラゴンズの新リリーフエースとして、20年ぶりの優勝に貢献してくれたからよかったものの、彼がいつまでも二軍でうだつの上がらないままだったら、間違いなく僕の首は飛んでいた事だろう」と著書の中で記している。当時スピードガンはまだ普及していなかったが、セリーグでは最も球の速い投手と言われていた。
1975年に最多セーブ投手に輝く。
1976年に最優秀防御率と最優秀救援投手を獲得。この年の2.98という防御率は最優秀防御率のタイトルとしては現在もセ・リーグで最も悪い数字である（パ・リーグを含めると、2000年の戎信行が3.27、翌2001年のネイサン・ミンチーが3.26と、防御率が3点台で最優秀防御率を獲得している）。
1977年には先発とリリーフ兼任で自己最高の18勝を挙げ、最優秀救援投手のタイトルも獲得した。リリーフ投手ながら3年間連続（1975 - 1977年）で規定投球回数まで投げ続け、肘を痛める。
1982年5月23日の大洋戦（宮城球場）にて8回から登板し、9－6とリードしていた9回裏2死無走者から3連続単打で満塁となった挙げ句、長崎啓二に逆転サヨナラ満塁本塁打を打たれ、マウンドでがっくり跪く。この一件が転機となり、以後は先発に転向。この年9勝を挙げてリーグ優勝に貢献。直球の緩急で勝負するなど技巧派投手へ転身。同年の西武との日本シリーズでは4試合に登板。第5戦で先発し4回を無失点と好投。しかしリリーフで起用された最終第6戦では、7回に片平晋作、テリー・ウィットフィールドに連続本塁打を許し敗戦投手となった。
1984年に16勝を挙げカムバック賞を獲得。
1988年にもリーグ優勝を経験し、選手登録されながら同年の日本シリーズでの登板機会はなかった。 さらにシリーズ中コーチに打撃投手を指示され、シリーズ終了後星野仙一監督に来季の去就を尋ねられ、現役続行の意思を伝える。
1989年オーストラリアキャンプに選ばれるも二軍スタートとなり、ウエスタン・リーグでの開幕戦登板を命じられ、結局この年限りで現役を引退。引退を発表する記者会見で「バッターはごまかせても、ボールはごまかせない」と発言をする。その日の試合でリリーフで登板し、現役最後の勝ち星を挙げる。球団側も引退試合として1989年のナゴヤ球場でのラストゲームだった大洋戦に先発した。試合後にはチームメイトから胴上げがされている。

### 現役引退後
1990年からは1994年までは、5年間フジテレビ・東海テレビ・東海ラジオ野球解説者、中日スポーツ野球評論家を務めた。
1995年から1997年までは、3年間中日の投手コーチを担当、1995年に監督の高木守道が休養し、ヘッドコーチの徳武定祐が監督代行に就任、徳武がさっそくコーチ陣の配置転換に着手、2軍投手コーチの鈴木を1軍に昇格させた。
1996年から1997年までは再び中日の2軍投手コーチを務めた。
1998年からは2003年までは、6年間再びフジテレビ・東海テレビ・東海ラジオ野球解説者、中日スポーツ野球評論家となる。また、プロ野球マスターズリーグが開催されていた時期には、名古屋80D'sersに投手として参加していた。
2004年、3年契約で中日の一軍ヘッドコーチに就任し、7年ぶりの現場復帰。しかし、その後一軍投手チーフコーチ、二軍投手コーチと異動を繰り返した挙句に1年で退団した（後述）。
2005年からは2011年までは、7年間再び、東海テレビ・東海ラジオの野球解説者と中日スポーツの野球評論家になった。テレビの解説については、キー局・フジテレビとの兼務ではなく、東海テレビと専属契約を結んでいる。
2012年からは中日の二軍監督を務めた。
2013年10月4日に球団から来季の契約を結ばないことを通告。そのため、シーズン終了後のフェニックスリーグでは、渡邉博幸が監督代行を務めた（後任の二軍監督は佐伯貴弘）。
2014年からは再び現在まで、東海テレビ・東海ラジオの野球解説者に復帰。2015年11月29日に中日のOB会長に就任した。名古屋市内のホテルで行われたOB会の壇上で「できれば8月の子供たちの夏休みの期間に首位と5ゲーム以内にいてほしい」と谷繁元信監督に要望した上で、「最下位覚悟で優勝を目指せ、ということ。若い選手たちがその気になったらとんでもない力を発揮する。8月に5ゲーム以内というのはそういうこと。その気にさせることができる」と強調した。
2016年からは、野球解説者・中日OB会長としての活動と並行しながら、「ドラゴンズベースボールアカデミー」（東海地区の小中学生に対する野球の振興を目的に同球団が運営するNPO法人）の初代校長を務める。2023年11月26日に中日OB会長を退任した。

## 選手としての特徴
若手時代は最速155km/hを記録した剛速球を武器にして力で押す投球スタイルであったが、6年目となる1978年の中盤ごろから肘の痛みに悩まされて直球の球速が140km/hほどにまで落ち込み、一時はトレード要員に数えられるまで追い込まれた。
そうした中で、当時投手コーチであった権藤博とともに新たな投球スタイルを模索し、権藤から「同じフォームから強・中・弱の三種類の直球」を投げて緩急をつけて打者のタイミングを外す投球（チェンジ・オブ・ペース）をするよう提案され、これを習得することで衰えた球威をカバーして技巧派として復活を遂げた。
元阪神タイガースのランディ・バースに本塁打を12本打たれたが、これはバースが日本で対戦した投手の中で最多である。「一番いいバッターですからね、僕の中では」とバースを評しており、現役当時は先発登板前日にバースの顔が浮かんで寝られなかった事も何度もあったとのこと。ストライクを投げたら打たれると思い、1度だけ「少し休んでもらおう」と、バースの右膝を狙ってデッドボールを当てたことがあったが、バースは「OK!」と言って、かえって元気になったという。

## 人物
元女優の寺島まゆみとは血縁関係は無いが、遠い親戚の関係。
背番号29は、実家が肉屋であることに由来する（現在も兄嫁が営業している）。
小学校6年の時、東京都荒川区に在った東京スタジアムに初めて野球観戦に行った際に、鈴木がバックネットの金網に手をかけてロッテオリオンズの練習を見ていると、通りかかったロッテの捕手・醍醐猛夫から「危ないよ、怪我するからね」と言われた。後年、鈴木がプロ入りして中日ドラゴンズの投手になり、シーズンオフのイベントで醍醐に逢った際に東京スタジアムでの出来事を話したら、醍醐から「覚えているよ、あの時の子か」と驚かれたという。
1987年6月16日のナゴヤ球場での阪神戦で、打者としてセンターにゴロの打球を放ったが、北村照文の素早い一塁送球によってセンターゴロでアウトになったことがある。
公式戦において長嶋茂雄と一茂の親子両方との対戦経験がある唯一の投手である（オープン戦も含めると山田久志も経験者）。

## 情報漏洩疑惑
2004年、落合博満の監督就任に伴い、3年契約で中日の一軍ヘッドコーチに就任。しかし、ヘッドコーチの肩書は球団主導で行われ鈴木本人は『ヘッドコーチ』として受諾、落合は『投手コーチ』として打診、と双方での相違があり、結果、一軍投手チーフコーチに格下げされ、さらにシーズン途中には二軍投手コーチに異動となった。この際、球団側から建前として入院を勧められたが、これは断ったという。結局、シーズン終了後に契約を残したまま1年で退団した。
この退団の理由については当時より「落合がチームの機密を漏らす者を嫌ったから」という噂が広まっており、後年に落合と森繁和らによって内情が明かされ、鈴木本人もインタビューにて「落合さんはマスコミにあまりしゃべらないでしょ。そしたら記者はみんな俺のところに来るでしょ。あっちがしゃべらないから、聞きにくるでしょ。何にもネタがなかったら、記者も仕事にならない。それなりにしゃべってやればいいじゃない。それも仕事だからね、プロの。そういうのもひとつ原因だったと思うよ。俺はただ監督の手伝いをしようと思っただけだったけど、ちょっと違っていたね。」と振り返っている。
2025年に『Number』が検証したところでは、鈴木の配置転換前と後での『中日スポーツ』における先発予想的中率にはほとんど差が無く、また実際には森繁和が先発投手を示唆するようなコメントを発していたことも多かったことが確認されており、鈴木や森の「マスコミへのサービスとしてのコメント」が曲解された部分も大きかったのではないかと推測されている。事実、2004年の開幕投手に川崎憲次郎が起用された件について、鈴木は試合前日までその決定を知らず「開幕投手は野口茂樹」だと思い込んでいた。
ちなみに鈴木は普段インターネットを使わないため、ネット上で「鈴木＝スパイ」扱いされていることについてはほとんど知らないという。

## 詳細情報

### 年度別投手成績
| 年 度      | 球 団      | 登 板 | 先 発 | 完 投 | 完 封 | 無 四 球 | 勝 利 | 敗 戦 | セ 丨 ブ | ホ 丨 ル ド | 勝 率 | 打 者 | 投 球 回 | 被 安 打 | 被 本 塁 打 | 与 四 球 | 敬 遠 | 与 死 球 | 奪 三 振 | 暴 投 | ボ 丨 ク | 失 点 | 自 責 点 | 防 御 率 | W H I P |
| ---------- | ---------- | ----- | ----- | ----- | ----- | -------- | ----- | ----- | -------- | ----------- | ----- | ----- | -------- | -------- | ----------- | -------- | ----- | -------- | -------- | ----- | -------- | ----- | -------- | -------- | ------- |
| 1973       | 中日       | 1     | 0     | 0     | 0     | 0        | 0     | 0     | --       | --          | ----  | 3     | 1.0      | 0        | 0           | 0        | 0     | 0        | 0        | 0     | 0        | 0     | 0        | 0.00     | 0.00    |
| 1974       | 中日       | 35    | 3     | 0     | 0     | 0        | 4     | 2     | 2        | --          | .667  | 253   | 64.0     | 53       | 10          | 14       | 3     | 0        | 53       | 2     | 0        | 26    | 25       | 3.52     | 1.05    |
| 1975       | 中日       | 67    | 7     | 1     | 0     | 1        | 9     | 8     | 21       | --          | .529  | 583   | 148.1    | 113      | 15          | 25       | 10    | 6        | 117      | 0     | 0        | 53    | 49       | 2.98     | 0.93    |
| 1976       | 中日       | 60    | 3     | 1     | 0     | 0        | 7     | 8     | 26       | --          | .467  | 589   | 148.1    | 116      | 24          | 27       | 6     | 2        | 118      | 2     | 1        | 54    | 49       | 2.98     | 0.96    |
| 1977       | 中日       | 57    | 8     | 2     | 0     | 0        | 18    | 9     | 9        | --          | .667  | 701   | 170.0    | 156      | 33          | 35       | 5     | 4        | 131      | 3     | 1        | 76    | 71       | 3.76     | 1.12    |
| 1978       | 中日       | 32    | 2     | 0     | 0     | 0        | 10    | 3     | 9        | --          | .769  | 326   | 82.0     | 64       | 9           | 21       | 1     | 0        | 46       | 2     | 0        | 22    | 19       | 2.09     | 1.04    |
| 1979       | 中日       | 24    | 0     | 0     | 0     | 0        | 1     | 0     | 9        | --          | 1.000 | 182   | 44.2     | 40       | 7           | 14       | 1     | 1        | 33       | 2     | 0        | 18    | 15       | 3.00     | 1.21    |
| 1980       | 中日       | 35    | 0     | 0     | 0     | 0        | 4     | 3     | 12       | --          | .571  | 224   | 55.2     | 52       | 5           | 9        | 2     | 0        | 36       | 0     | 0        | 17    | 17       | 2.73     | 1.10    |
| 1981       | 中日       | 48    | 1     | 0     | 0     | 0        | 6     | 8     | 8        | --          | .429  | 321   | 76.0     | 83       | 10          | 18       | 8     | 2        | 43       | 2     | 0        | 27    | 27       | 3.20     | 1.33    |
| 1982       | 中日       | 40    | 17    | 1     | 1     | 0        | 9     | 7     | 0        | --          | .563  | 538   | 133.0    | 137      | 13          | 24       | 8     | 1        | 56       | 2     | 1        | 52    | 46       | 3.11     | 1.21    |
| 1983       | 中日       | 24    | 21    | 4     | 0     | 1        | 7     | 4     | 0        | --          | .636  | 535   | 130.2    | 135      | 17          | 15       | 1     | 0        | 48       | 0     | 0        | 65    | 53       | 3.65     | 1.15    |
| 1984       | 中日       | 28    | 27    | 9     | 2     | 1        | 16    | 8     | 0        | --          | .667  | 706   | 168.0    | 192      | 24          | 33       | 4     | 0        | 60       | 1     | 0        | 89    | 76       | 4.07     | 1.34    |
| 1985       | 中日       | 28    | 25    | 5     | 0     | 1        | 8     | 12    | 0        | --          | .400  | 706   | 158.1    | 204      | 16          | 40       | 5     | 1        | 66       | 0     | 0        | 83    | 73       | 4.15     | 1.54    |
| 1986       | 中日       | 26    | 25    | 5     | 0     | 2        | 9     | 9     | 0        | --          | .500  | 653   | 162.2    | 156      | 23          | 33       | 5     | 3        | 78       | 2     | 0        | 60    | 57       | 3.15     | 1.16    |
| 1987       | 中日       | 30    | 23    | 1     | 1     | 0        | 9     | 6     | 0        | --          | .600  | 553   | 130.0    | 147      | 19          | 29       | 3     | 1        | 60       | 1     | 0        | 70    | 65       | 4.50     | 1.35    |
| 1988       | 中日       | 27    | 3     | 0     | 0     | 0        | 4     | 3     | 0        | --          | .571  | 231   | 54.2     | 59       | 5           | 13       | 3     | 2        | 34       | 1     | 0        | 25    | 19       | 3.13     | 1.32    |
| 1989       | 中日       | 24    | 5     | 0     | 0     | 0        | 3     | 4     | 0        | --          | .429  | 252   | 61.0     | 61       | 10          | 14       | 1     | 2        | 27       | 0     | 0        | 32    | 32       | 4.72     | 1.23    |
| 通算：17年 | 通算：17年 | 586   | 170   | 29    | 4     | 6        | 124   | 94    | 96       | --          | .569  | 7356  | 1788.1   | 1768     | 240         | 364      | 66    | 25       | 1006     | 20    | 3        | 769   | 693      | 3.49     | 1.19    |

- 各年度の太字はリーグ最高

### タイトル
- 最優秀防御率：1回 （1976年）
- 最多セーブ投手：1回 （1975年）
- 最優秀救援投手：2回 （1976年、1977年）

### 表彰
- カムバック賞 （1984年）

### 記録
初記録
- 初登板：1973年4月19日、対大洋ホエールズ3回戦（川崎球場）、8回裏に3番手で救援登板・完了、1回無失点
- 初奪三振：1974年5月4日、対大洋ホエールズ2回戦（宮城球場）、8回裏に江尻亮から
- 初先発：1974年6月9日、対広島東洋カープ10回戦（福井県営球場）、4回3失点で敗戦投手
- 初勝利：1974年 8月7日、対読売ジャイアンツ15回戦（中日スタヂアム）、6回表に2番手で救援登板、3回無失点
- 初セーブ：1974年8月18日、対阪神タイガース19回戦（中日スタヂアム）、8回表に2番手で救援登板・完了、2回無失点
- 初完投：1975年4月16日、対ヤクルトスワローズ3回戦（明治神宮野球場）、8回1失点で敗戦投手
- 初完投勝利：1976年9月14日、対大洋ホエールズ24回戦（ナゴヤ球場）、9回1失点
- 初完封勝利：1982年7月1日、対読売ジャイアンツ16回戦（ナゴヤ球場）
- 初本塁打：1975年6月17日、対阪神タイガース12回戦（中日球場）、安仁屋宗八からソロ

節目の記録
- 1000投球回数：1983年8月19日、対阪神タイガース17回戦（ナゴヤ球場）、3回表1死目に達成
- 100勝：1986年4月12日、対ヤクルトスワローズ2回戦（ナゴヤ球場）、先発登板で6回1失点　※史上91人目
- 1500投球回数：1986年8月15日、対阪神タイガース20回戦（ナゴヤ球場）、6回表2死目に達成
- 500試合登板：1986年9月5日、対阪神タイガース23回戦（ナゴヤ球場）、先発登板で7回3失点で敗戦投手　※史上95人目
- 1000奪三振：1989年7月21日、対ヤクルトスワローズ13回戦（浜松球場）、7回表にラリー・パリッシュから　※史上80人目

その他の記録
- オールスターゲーム出場：7回 （1975年 - 1978年、1984年、1985年、1987年）
- 日本選手権シリーズにおける初セーブ(1974年の第3戦。2番手として救援登板・完了、1回1/3無失点)

### 背番号
- 29 （1973年 - 1989年）
- 93 （1995年）
- 82 （1996年 - 1997年）
- 73 （2004年）
- 78 （2012年 - 2013年）

## 関連情報

### 出演番組
- ゲーム ホントにホント?（NHK 1975年。フォークボールの握りはどれか?という問題の実演のために同僚選手の片貝義明と出演）
- 野球道（普段はローカル中継のみだが、中日vs巨人戦（ナゴヤドーム）の場合は、フジテレビONE向けに製作される中継の解説者として登場することがある。以前はフジテレビの解説者を兼務し、フジテレビや系列局制作の中日ビジターゲームや中日と関係ない試合〔ゴールデンタイムのヤクルト／横浜 vs 巨人全国中継等〕も担当していた）
- J SPORTS STADIUM（中日ドラゴンズ戦担当。東海テレビが制作支援をしている場合のみ。過去にはテレビ新広島制作の広島東洋カープ対中日ドラゴンズ戦にも出演した事がある）
- 東海ラジオ ガッツナイター
- ドラゴンズHOTスタジオ（東海テレビ）
- プロ野球ニュース（フジテレビ）

### CM出演
- サントリー 角瓶（1994年。夫人とともに出演）
- 永田石材問屋（2009年10月下旬頃～。東海ラジオ限定）

### 著書
- 『流汗悟道：野球で学んだ人生哲学』（海越出版社：1995年4月）